# 5031 Švejcar
Az 5031 Svejcar (ideiglenes jelöléssel 1990 FW1) a Naprendszer kisbolygóövében található aszteroida. Zdenka Vávrová fedezte fel 1990. március 16-án.